# Lista de obras de Domenico Ghirlandaio
Esta lista de obras de Domenico Ghirlandaio é composta principalmente de obras de cunho religioso e alguns retratos, em muitos casos trata-se de afrescos em igrejas, constituindo uma obra de grande amplitude que se desenvolveu principalmente em Florença e seus arredores e no Vaticano. Os títulos das obras e as datas são as que constam do artigo da Wikipédia italiana.

## Lista das obras por ordem cronológica
| Imagem | Título | Data         | Dimensões       | Colecção                                                                        |
| ------ | --- | ------------ | --------------- | ------------------------------------------------------------------------------- |
|        | Maria e Jesus (Madonna col Bambino), têmpera e ouro sobre madeira | c. 1470-1475 | 70,8 × 48.9 cm  | National Gallery of Art, Washington.                                            |
|        | S. Jerónimo, S. Bárbara e S. Antão (Santi Girolamo, Barbara e Antonio Abate), afresco | c. 1471-1472 |                 | Igreja de Sant'Andrea, Cercina, Sesto Fiorentino                                |
|        | Senhora da Misericórdia e Pietà (Madonna della Misericordia e Pietà), afrescos | c. 1472      |                 | Capela Vespucci, Igreja de Ognissanti, Florença                                 |
|        | Santa Bárbara com seu pai vencido e um doador (Santa Barbara con suo padre sconfitto e un donatore), óleo sobre madeira | c. 1473      | 68x47 cm        | Colecção privada                                                                |
|        | Batismo de Cristo (Battesimo di Cristo), afresco | c. 1473      |                 | Igreja de Sant'Andrea a Brozzi, San Donnino, Campi Bisenzio                     |
|        | Maria e Jesus no trono com os santos Sebastião e Juliano (Madonna col Bambino in trono tra i santi Sebastiano e Giuliano), afresco | c. 1473      |                 | Igreja de Sant'Andrea a Brozzi, San Donnino, Campi Bisenzio                     |
|        | São Cristóvão (San Cristoforo), afresco | c. 1473      | 284,5x149,9 cm  | Metropolitan Museum, Nova Iorque                                                |
|        | Anúncio da morte a Santa Fina (Annuncio della morte a Santa Fina), afresco, | 1473-1475    |                 | Capela de Santa Fina, Colegiada de San Gimignano, San Gimignano                 |
|        | Exéquias de Santa Fina (Esequie di Santa Fina), afresco, | 1473-1475    |                 | Capela de Santa Fina, Colegiada de San Gimignano, San Gimignano                 |
|        | Última Ceia (Ultima Cena), afresco, | 1476         |                 | Abadia de San Michele Arcangelo, Tavarnelle Val di Pesa (província de Florença) |
|        | Maria em trono com Jesus e Santos (Madonna in trono col Bambino e santi), têmpera sobre madeira de carvalho | c. 1479      | 170x160 cm      | Catedral de Luca, Luca                                                          |
|        | S. Jerónimo em seu estudo (San Girolamo nello studio), afresco, | 1480         | 184x119 cm      | Igreja de Ognissanti, Florença,                                                 |
|        | Última Ceia (Ultima Cena), afresco | 1480         | 400x880 cm      | Igreja de Ognissanti, Florença                                                  |
|        | Chamamento dos primeiros Apóstolos (Vocazione dei primi apostoli), afresco | 1481         | 349x570 cm      | Capela Sistina, Vaticano                                                        |
|        | Apoteose de S. Zanobi e ciclo de Homens ilustres (Apoteosi di san Zanobi e ciclo di uomini illustri), afrescos | 1482-1484    |                 | Palazzo Vecchio, Florença                                                       |
|        | Renúncia aos bens terrenos (Rinuncia dei beni terreni), afresco | 1482-1485    |                 | Capela Sassetti, Igreja da Santa Trindade, Florença                             |
|        | Milagre dos Estigmas de S. Francisco (Stigmate di san Francesco), afresco | 1482-1485    |                 | Capela Sassetti, Igreja da Santa Trindade, Florença                             |
|        | Prova do fogo perante o sultão (Prova del fuoco davanti al sultano), afresco | 1482-1485    |                 | Capela Sassetti, Igreja da Santa Trindade, Florença                             |
|        | Exéquias de S. Francisco (Esequie di san Francesco), afresco | 1482-1485    |                 | Capela Sassetti, Igreja da Santa Trindade, Florença                             |
|        | Confirmação da Regra dos Franciscanos (Conferma della regola), afresco | 1482-1485    |                 | Capela Sassetti, Igreja da Santa Trindade, Florença                             |
|        | Ressurreição do rapaz (Resurrezione del ragazzo), afresco | 1482-1485    |                 | Capela Sassetti, Igreja da Santa Trindade, Florença                             |
|        | Adoração dos pastores (Adorazione dei pastori), têmpera sobre madeira | 1485         | 167×167 cm      | Igreja da Santa Trindade, Florença                                              |
|        | Natividade de Maria (Natività di Maria), afresco | 1485-1490    |                 | Capela Tornabuoni, Basílica de Santa Maria Novella, Florença                    |
|        | Apresentação da Virgem ao Templo (Presentazione al Tempio della Vergine), afresco | 1485-1490    |                 | Capela Tornabuoni, Basílica de Santa Maria Novella, Florença                    |
|        | Núpcias da Virgem (Sposalizio della Vergine), afresco | 1485-1490    |                 | Capela Tornabuoni, Basílica de Santa Maria Novella, Florença                    |
|        | Adoração dos Reis Magos (Adorazione dei Magi), afresco | 1485-1490    |                 | Capela Tornabuoni, Basílica de Santa Maria Novella, Florença                    |
|        | Matança dos Inocentes (Strage degli Innocenti), afresco | 1485-1490    |                 | Capela Tornabuoni, Basílica de Santa Maria Novella, Florença                    |
|        | Morte e Assunção da Virgem (Morte e Assunzione della Vergine), afresco | 1485-1490    |                 | Capela Tornabuoni, Basílica de Santa Maria Novella, Florença                    |
|        | Aparição do anjo a Zacarias (Apparizione dell'angelo a Zaccaria), afresco | 1485-1490    |                 | Capela Tornabuoni, Basílica de Santa Maria Novella, Florença                    |
|        | Visitação (Visitazione), afresco | 1485-1490    |                 | Capela Tornabuoni, Basílica de Santa Maria Novella, Florença                    |
|        | Nascimento de S. João Baptista (Nascita del Battista), afresco | 1485-1490    |                 | Capela Tornabuoni, Basílica de Santa Maria Novella, Florença                    |
|        | Atribuição do nome a S. João Baptista (Imposizione del nome), afresco | 1485-1490    |                 | Capela Tornabuoni, Basílica de Santa Maria Novella, Florença                    |
|        | Prédica de S. João Baptista (Predicazione del Battista), afresco | 1485-1490    |                 | Capela Tornabuoni, Basílica de Santa Maria Novella, Florença                    |
|        | Baptismo de Cristo (Battesimo di Cristo), afresco | 1485-1490    |                 | Capela Tornabuoni, Basílica de Santa Maria Novella, Florença                    |
|        | Banquete de Herodes (Banchetto di Erode), afresco | 1485-1490    |                 | Capela Tornabuoni, Basílica de Santa Maria Novella, Florença                    |
|        | Coroação da virgem e Santos (Incoronazione della vergine e santi), afresco | 1485-1490    |                 | Capela Tornabuoni, Basílica de Santa Maria Novella, Florença                    |
|        | S. João Evangelista (San Giovanni evangelista), afresco | 1485-1490    |                 | Capela Tornabuoni, Basílica de Santa Maria Novella, Florença                    |
|        | S. Marcos (San Marco), afresco | 1485-1490    |                 | Capela Tornabuoni, Basílica de Santa Maria Novella, Florença                    |
|        | S. Mateus (San Matteo), afresco | 1485-1490    |                 | Capela Tornabuoni, Basílica de Santa Maria Novella, Florença                    |
|        | S. Lucas (San Luca), afresco | 1485-1490    |                 | Capela Tornabuoni, Basílica de Santa Maria Novella, Florença                    |
|        | Outros afrescos na Capela Tornabuoni: S. Domingos faz a prova dos livros no fogo (San Domenico fa la prova dei libri nel fuoco); Martírio de S. Pedro (Uccisione di san Pietro martire); Anunciação (Annunciazione); S. João no deserto (San Giovanni nel deserto); Giovanni Tornabuoni a rezar (Giovanni Tornabuoni orante); Francesca Pitti a rezar (Francesca Pitti orante) | 1485-1490    |                 | Capela Tornabuoni, Basílica de Santa Maria Novella, Florença                    |
|        | Conversa Sagrada de Monticelli (Sacra conversazione di Monticelli), têmpera sobre madeira | 1483         | 168x197 cm      | Galleria degli Uffizi, Florença                                                 |
|        | Adoração dos Reis Magos dos Inocentes (Adorazione dei Magi degli Innocenti), têmpera sobre madeira | 1485-1488    | 285x243 cm      | Spedale degli Innocenti, Florença,                                              |
|        | Conversa Sagrada dos Jesuatas (Sacra conversazione degli Ingesuati), têmpera sobre madeira de carvalho | c. 1484-1486 | 191x200 cm      | Galleria degli Uffizi, Florença                                                 |
|        | Última Ceia de S. Marcos (Ultima Cena di San Marco), afresco | c. 1486      | 400x800 cm      | Museu Nacional de São Marcos, Florença                                          |
|        | Coroação da Virgem de Narni (Incoronazione della Vergine di Narni), têmpera sobre madeira | 1486         | 330x230 cm      | Museu Eroli, Narni                                                              |
|        | Coroação da Virgem de Città di Castello (Incoronazione della Vergine di Città di Castello), têmpera sobre madeira | c. 1486      |                 | Pinacoteca comunale, Città di Castello                                          |
|        | Adoração dos Reis Magos de Tornabuoni (Adorazione dei Magi Tornabuoni), têmpera sobre madeira, circular | c. 1487      | diametro 171 cm | Galleria degli Uffizi, Florença                                                 |
|        | Retrato de Francesco Sassetti com Filho (Ritratto di Francesco Sassetti col figlio), têmpera sobre madeira | c. 1488      | 75,9x53 cm      | Metropolitan Museum, Nova Iorque                                                |
|        | Retrato de Giovanna Tornabuoni (Ritratto di Giovanna Tornabuoni), têmpera sobre madeira | 1488         | 76x50 cm        | Museu Thyssen-Bornemisza, Madrid                                                |
|        | Retrato de uma Jovem (Ritratto di Giovane Donna), têmpera sobre madeira | c.1490       | 44x32 cm        | Museu Calouste Gulbenkian, Lisboa                                               |
|        | Retrato de velho com neto (Ritratto di vecchio con nipote), têmpera sobre madeira | 1490         | 62x46 cm        | Museu do Louvre, Paris                                                          |
|        | Maria em glória com santos (Madonna in gloria tra santi - painel central do Políptico Tornabuoni completado pela oficina após a morte do pintor, até cerca de 1498), têmpera sobre madeira | 1490-1498    | 221x198 cm      | Alte Pinakothek, Munique                                                        |
|        | Ressurreição (Resurrezione - traseira do painel central do Políptico Tornabuoni completado pela oficina após a morte do pintor, até cerca de 1498), têmpera sobre madeira | 1490-1498    | 221x199 cm      | Gemäldegalerie, Berlim                                                          |
|        | Santa Catarina da Siena (Santa Caterina da Siena - um dos dois paineis laterais traseiros do Políptico Tornabuoni completado pela oficina após a morte do pintor, até cerca de 1498), têmpera sobre madeira | 1490-1498    | 89,7 × 73.6 cm  | Alte Pinakothek, Munique                                                        |
|        | S. Lourenço (San Lorenzo - um dos dois paineis laterais traseiros do Políptico Tornabuoni completado pela oficina após a morte do pintor, até cerca de 1498), têmpera sobre madeira | 1490-1498    |                 | Alte Pinakothek, Munique                                                        |
|        | Santo Estevão (Santo Stefano - um dos quatro painéis laterais fronteiros do Políptico Tornabuoni completado pela oficina após a morte do pintor, até cerca de 1498), têmpera sobre madeira | 1490-1498    | 191x56 cm       | Museu de Belas Artes de Budapeste, Budapeste                                    |
|        | S. Pedro Mártir (San Pietro Martire - um dos quatro painéis laterais fronteiros do Políptico Tornabuoni completado pela oficina após a morte do pintor, até cerca de 1498), têmpera sobre madeira | 1490-1498    |                 | Fondazione Magnani Rocca, Traversetolo                                          |
|        | S. Vincenzo Ferrer (um dos quatro painéis laterais fronteiros do Políptico Tornabuoni completado pela oficina após a morte do pintor, até cerca de 1498, destruído durante a II Guerra Mundial), têmpera sobre madeira | 1490-1498    |                 | esteve no Museu Bode, Berlim                                                    |
|        | Sant'Antonino Pierozzi (um dos quatro painéis laterais fronteiros do Políptico Tornabuoni completado pela oficina após a morte do pintor, até cerca de 1498, destruído durante a II Guerra Mundial), têmpera sobre madeira , distrutto durante la seconda guerra mondiale | 1490-1498    |                 | esteve no Museu Bode, Berlim                                                    |
|        | Visitação (Visitazione), têmpera sobre madeira | c. 1491      | 172x165 cm      | Museu do Louvre, Paris                                                          |
|        | Cristo em glória com quatro santos e um doador (Cristo in gloria con quattro santi e un donatore), têmpera sobre madeira | c. 1492      | 308x199 cm      | Pinacoteca e museo cívico, Volterra                                             |
|        | Natividade de Cristo (Natività di Cristo), têmpera sobre madeira | c. 1492      | 45x42 cm        | Museus Vaticanos, Vaticano                                                      |
|        | Natividade (Natività), têmpera sobre madeira | c. 1492      | 85x63 cm        | Fitzwilliam Museum Cambridge                                                    |
|        | Santo Estêvão entre os santos Santiago Maior e Pedro (Santo Stefano tra i santi Jacopo e Pietro), têmpera sobre madeira | 1493         | 222x222 cm      | Galleria dell'Accademia, Florença                                               |

1. ↑  «Ficha na página oficial do Museu». Consultado em 18 de janeiro de 2016. Arquivado do original em 11 de maio de 2009